# Ендрю Курка
Ендрю Курка (англ. Andrew Kurka; 27 січня 1992, Анкоридж, Аляска) — американський гірськолижник з Аляски, що виступає в паралімпійських гірськолижних дисциплінах.
В дитинстві проживав в поселенні Ніколаєвськ. Влітку проводив час у Палмері, а взимку в Аспені (Колорадо).
У 13 років отримав травмування спини.
Шестиразовий чемпіон Аляски з вільної та греко-римської боротьби. Кваліфікувався як гірськолижник на Зимові Паралімпійські ігри 2014 року, проте травмувався та не зміг взяти участі в Іграх. 10 березня 2018 року здобув золоту медаль зимової Паралімпіади у Пхьончхані.